# 郭长波
郭长波（1916年10月—2014年9月3日），江西瑞金人，中华人民共和国政治人物。

## 生平
1930年4月，参加中国工农红军红四军一纵队。1936年5月，后进入军委三局通信学校电台53分队任学员。1937年3月，担任十八集团军总政治部、第二战区武装部电台分队长。1938年12月，任冀中区电台分队长、区队长。1945年9月，任冀鲁豫军区司令部、十八兵团司令部通信科科长。1949年12月，任西南军区通信兵四团政委。1950年4月，任成都电信管理局、川西邮电管理局军代表兼局长。1952年，任四川省邮电管理局副局长。1955年3月，入学北京邮电学院。1959年，任重庆邮电学院党委书记兼院长。